# Quạt ly tâm

Một quạt ly tâm cánh cong ngược điển hình, trong đó các cánh quạt cong ngược với hướng quay của chính nó.

Quạt ly tâm (tiếng Anh: centrifugal fan) là một thiết bị cơ học để di chuyển không khí hoặc các chất khí khác theo một góc nghiêng so với hướng của chất lưu đi vào. Quạt ly tâm thường có ống gió để hướng không khí đi ra ngoài theo một hướng cụ thể hoặc xuyên qua bộ tản nhiệt, khi đó quạt ly tâm còn được gọi là "quạt gió" (blower) hoặc "quạt lồng sóc" (squirrel-cage fan) (vì giống như bánh xe cho chuột hamster chạy). Quạt ly tâm loại này giúp tăng tốc độ và lưu lượng của luồng không khí nhờ các cánh quạt quay.
Quạt ly tâm gồm bánh công tác đặt trong vỏ quạt có biên dạng hình xoắn ốc. Luồng lưu chất, như không khí, đi vào quạt theo hướng dọc trục, vào khoảng hở giữa bánh guồng và trục. Bánh guồng khi quay sẽ chuyển động năng (vận tốc khí) thành thế năng (áp lực khí) của khí khi đi ra khỏi vỏ quạt. Không khí được đẩy ra khỏi quạt theo hướng tâm (hay còn gọi là hướng kính, thường là góc 90°). Quạt ly tâm thường tạo ra áp lực khí lớn hơn so với quạt hướng trục. Quạt ly tâm có ưu điểm là cứng cáp, ít gây tiếng ồn, hoạt động ổn định và có khả năng vận hành trong nhiều điều kiện.
Quạt ly tâm không phải là loại thiết bị thổi thể tích (positive-displacement). Quạt ly tâm có những ưu và nhược điểm nhất định khi so sánh với quạt gió thể tích: quạt ly tâm có hiệu suất cao hơn, còn quạt thể tích lại có giá thành thấp hơn.

## Lịch sử
Tài liệu đầu tiên đề cập đến quạt ly tâm là cuốn sách ''De Re Metallica'' được viết bởi Georg Pawer (tên tiếng Latinh: Georgius Agricola) vào năm 1556, nơi ông mô tả dùng quạt ly tâm nhằm thông gió cho các hầm mỏ. Sau đó, quạt ly tâm dần không còn được sử dụng. Mãi cho đến những thập kỷ đầu thế kỷ 19, người ta mới bắt đầu quay lại tìm hiểu về loại quạt này. Năm 1815, Marquis de Chabannes đã đề xuất việc sử dụng quạt ly tâm và đăng ký bằng sáng chế ở Anh trong cùng năm. Năm 1827, Edwin Augustus Stevens, một kỹ sư người Mỹ, đã lắp đặt quạt ly tâm để thổi không khí vào các lò hơi của tàu hơi nước mang tên "Bắc Mỹ" (North America). Tương tự, vào năm 1832, kỹ sư người Mỹ gốc Thụy Điển, John Ericsson, đã sử dụng quạt ly tâm làm quạt gió trên tàu hơi nước "Corsair". Quạt ly tâm cũng được phát minh bởi kỹ sư quân sự người Nga Alexander Sablukov vào năm 1832, và được sử dụng trong ngành công nghiệp nhẹ của Nga (chẳng hạn như sản xuất đường) và ở nước ngoài.
Một trong những phát triển quan trọng nhất đối với ngành công nghiệp khai thác là quạt Guibal, được cấp bằng sáng chế tại Bỉ vào năm 1862 bởi kỹ sư người Pháp Théophile Guibal. Quạt Guibal có một vỏ xoắn ốc bao quanh các cánh quạt, cũng như có thêm một cửa chớp linh hoạt để kiểm soát tốc độ khí đầu ra, điều này giúp thiết kế của ông vượt trội hơn nhiều so với các thiết kế quạt vỏ hở trước đây và nhờ vậy giúp có thể khai khoáng mỏ ở độ sâu sâu hơn. Những chiếc quạt ly tâm như vậy đã được sử dụng rộng rãi để thông gió cho mỏ trên khắp nước Anh.

## Cấu tạo

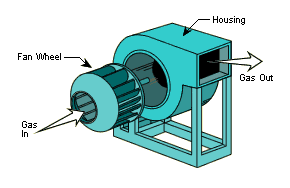
Cấu tạo của quạt ly tâm

Quạt ly tâm có cấu tạo tương tự bơm ly tâm. Những bộ phận chính cấu thành nên quạt ly tâm bao gồm guồng động (cánh quạt), vỏ quạt, trục, cơ cấu truyền động, và ống dẫn ra/vào.

### Guồng động
Guồng động, hay còn gọi là "bánh guồng", "bánh công tác" (tiếng Anh: impeller), là nhóm những cánh dẫn làm việc của quạt có nhiệm vụ tạo áp lực và chuyển khí vào trong mạng cánh. Bánh công tác được gắn vào hai đĩa gồm đĩa sau (đĩa chính) và đĩa trước (đĩa phụ). Hai đĩa chính–phụ giúp đảm bảo độ cứng cho mạng cánh. Số lượng cánh quạt trong bánh công tác có thể từ 6 đến hơn 60 cánh, tùy vào thiết kế của guồng. Kiểu dáng của bánh công tác quyết định đến đặc tính hoạt động của quạt ly tâm. Có ba cách thiết kế bánh công tác đối với quạt ly tâm.
1. Bánh công tác có cánh cong về phía trước (Forward-curved – FC): Các cánh quạt có thiết kế cong theo hướng quay của bánh công tác. Loại quạt ly tâm cánh công phía trước này không phù hợp với không khí nhiều tạp rắn và thường chỉ được dùng cho các hệ thống không khí sạch như điều hòa không khí.[17] Bánh guồng cánh cong về phía trước có ưu điểm là tạo ra lưu lượng gió lớn với áp lực nhỏ; kích thước quạt nhỏ gọn; ít gây tiếng ồn (do vận tốc nhỏ) nên phù hợp với các hệ thống điều hòa không khí. Nhược điểm của loại bánh công tác FC là có hiệu suất tương đối thấp (55–65%), chỉ phù hợp với những ứng dụng có không khí ít tạp bẩn rắn, và khó điều chỉnh năng suất quạt[a] chính xác.[18]
2. Bánh công tác có cánh thẳng (Straight blade, radial blade, hoặc paddle wheel[16]): Các cánh guồng thẳng vuông góc với trục guồng. Ưu điểm của bánh guồng cánh thẳng là phù hợp với ứng dụng cần áp lực và nhiệt độ cao, có khả năng tự làm sạch[19], thiết kế đơn giản, có thể vận hành ở lưu lượng khí thấp mà không gây rung động, có độ bền cao. Ngoài ra, khoảng hở động giữa vỏ quạt và cánh guồng lớn nên quạt ly tâm loại này có thể sử dụng cho các loại tạp chất rắn lớn trong không khí (như bụi, vỏ bào gỗ, vụn kim loại...). Nhược điểm của loại bánh công tác này là chỉ có thể áp dụng khi cần lưu lượng gió trung bình hoặc thấp. Quạt ly tâm cánh thẳng thường được ứng dụng trong những ngành công nghiệp, khai khoáng, hóa dầu, những ứng dụng cần áp lực gió cao, hoặc làm quạt hút bụi.[18]
3. Bánh công tác có cánh cong về phía sau (Backward-curved – BC): Các cánh quạt có thiết kế cong ngược lại hướng quay của bánh công tác. Ngoài ra, còn có hai kiểu thiết kế tương tự là loại có cánh thẳng về phía sau (Backward-inclined – BI) và loại có cánh khí động (hay còn gọi là cánh máy bay, cánh air-foil, aerofoil blade)  Đây là nhóm thiết kế quạt ly tâm có hiệu suất cao nhất (trên 85%) với thứ tự hiệu suất giảm dần từ cánh aerofoil, cánh cong phía sau BC, và cánh thẳng phía sau BI.[18] Những ưu điểm khác của những loại bánh công tác này là có thể hoạt động ổn định khi điều kiện áp suất và lưu lượng thay đổi, có thể cung cấp áp lực và lưu lượng lớn mà không bị quá tải[b].[16] Do những ưu điểm này mà loại bánh công tác phía sau thường được dùng trong rất nhiều ngành công nghiệp (khai khoáng, hóa dầu, điều hòa không khí) và có thể được dùng làm quạt thổi gió cưỡng bức (forced-draft fan). Tuy nhiên, những loại quạt này thường có kết cấu phức tạp dẫn đến giá thành cao hơn loại FC hoặc cánh thẳng; đồng thời không phù hợp cho những điều kiện khí nhiễm tạp rắn vì dễ bị bám vào các cánh quạt. Loại cánh guồng air-foil dễ bị mài mòn.[18]

### Vỏ quạt
Vỏ quạt (tiếng Anh: housing, casing) là phần bao quanh bánh guồng, có nhiệm vụ dẫn khí và chuyển động năng (vận tốc khí) thành thế năng (áp lực khí) nên biên dạng (contour) của vỏ thường có hình dạng xoắn ốc. Vỏ quạt thường bao gồm ống dẫn vào (inlet duct) và ống dẫn ra (outlet duct). Vỏ quạt được thiết kế sao cho giảm thiểu tổn thất áp suất thủy tĩnh của lưu thể khi đi vào và ra khỏi quạt. Tổn thất áp suất trong vỏ phụ thuộc vào kích thước, hình dạng vỏ, và khoảng cách giữa ống dẫn vào và bánh guồng. Thông thường, khoảng hở giữa ống vào và bánh guồng nhỏ hơn hoặc bằng 1% đường kính bánh guồng. Khi khoảng hở lớn sẽ gây tổn hao áp suất lớn cho lưu chất khi đi vào quạt. Đối với quạt nhỏ, vỏ có thể được gắn trực tiếp vào giá quạt; tuy nhiên, đối với những loại quạt kích thước lớn, vỏ quạt phải được đặt trên một bệ đỡ riêng biệt.

### Trục và cơ cấu dẫn động
Trục (drive shaft) và cơ cấu dẫn động (drive mechanism) là những bộ phận giúp truyền động từ động cơ quạt đến bánh guồng để thực hiện quá trình sinh công của quạt ly tâm. Trục quạt thường được làm bằng thép carbon trung bình (EN8), thép không gỉ, hoặc hợp kim nền nickel chịu nhiệt. Trục quạt và cơ cấu dẫn động quyết định đến vận tốc của quạt và khả năng điều chỉnh vận tốc. Có ba loại cơ cấu dẫn động chính của quạt ly tâm là cơ cấu trực tiếp, gián tiếp, và biến thiên.
- Cơ cấu dẫn động trực tiếp (direct): Trong cơ cấu dẫn động này, bánh công tác của quạt được liên kết trực tiếp với trục của động cơ. Điều này có nghĩa là tốc độ bánh công tác sẽ bằng với tốc độ quay của động cơ. Kiểu truyền động này có ưu điểm thiết kế đơn giản, hiệu suất cao; tuy nhiên, tốc độ quạt cố định, không thể thay đổi được.[24]
- Cơ cấu dẫn động gián tiếp (indirect): Trong cơ cấu này, bánh công tác và động cơ được nối với nhau bằng dây đai (dây curoa) đặt trên những puli (bánh có rãnh). Những dây đai truyền cơ năng từ động cơ đến quạt để làm quay bánh công tác. Tốc độ của bánh công tác được tính theo tỷ số giữa đường kính puli của bánh công tác với đường kính puli động cơ.

{\displaystyle {\text{RPM}}_{\text{quạt}}={\text{RPM}}_{\text{động cơ}}\,{\bigg (}{\frac {\,D_{\text{động cơ}}}{D_{\text{quạt}}}}{\bigg )}}
| Trong đó:                                     |                                                                   |
| {\displaystyle {\text{RPM}}_{\text{quạt}}}    | = Vận tốc quay của bánh công tác, đơn vị: RPM (số vòng quay/phút) |
| {\displaystyle {\text{RPM}}_{\text{động cơ}}} | = Vận tốc quay của động cơ, đơn vị: RPM (số vòng quay/phút)       |
| {\displaystyle D_{\text{động cơ}}}            | = Đường kính puli động cơ                                         |
| {\displaystyle D_{\text{quạt}}}               | = Đường kính puli bánh công tác                                   |

Cơ cấu dẫn động gián tiếp bằng dây đai có ưu điểm là có thể thay đổi vận tốc quay của quạt. Có một số loại dây đai chính là đai kiểu truyền thống (không có rãnh hoặc răng cưa), đai thang (đai chữ V), đai chữ V có răng, và đai đồng bộ (đai răng). Đai đồng bộ là loại có hiệu suất truyền động tốt nhất nhưng đai chữ V lại là loại được dùng phổ biến nhất.
- Cơ cấu dẫn động biến thiên (variable): Cơ cấu này sử dụng các khớp trục (coupling) thủy lực hoặc từ tính cho phép người vận hành có thể điều khiển tốc độ bánh công tác độc lập với tốc độ của động cơ. Các bộ điều khiển tốc độ quạt thường được tích hợp vào các hệ thống tự động để duy trì hiệu suất hoạt động mong muốn của quạt trong nhiều điều kiện hoạt động của quy trình.